# دهستان گندمان
گندمان، دهستانی است از توابع بخش گندمان شهرستان بروجن در استان چهارمحال و بختیاری ایران.

## جمعیت
براساس سرشماری سال ۱۳۸۵ جمعیت آن ۷٬۱۲۸ نفر (۱٬۲۳۸ خانوار) بوده‌است.